# Jean-Louis Brémond
Jean-Louis Brémond (* 22. November 1858 in Paris; † 1943 in Meudon, Département Hauts-de-Seine) war ein französischer Landschaftsmaler. 

## Leben und Wirken
Brémond war der Sohn des Historienmalers Jean-François Joseph Brémond und dessen Ehefrau, der Miniaturmalerin Louise Pauline Vaillant; der Impressionist Albert Besnard war sein Halbbruder. 
Seinen ersten künstlerischen Unterricht erfuhr Brémond durch seine Eltern; mit deren Unterstützung kam er später an die École des Beaux-Arts und wurde dort u. a. Schüler von Alexandre Cabanel. 
Er fand schon bald zu einem eigenen Stil und konnte ab 1881 regelmäßig an den großen Jahresausstellungen der Société nationale des beaux-arts teilnehmen. Er gefiel dem Publikum wie auch der offiziellen Kunstkritik und 1904 wurde er beauftragt, den Französischen Pavillon auf der Weltausstellung in St. Louis (Missouri) auszuschmücken. 
Jean-Louis Brémond starb 1943 in Meudon und fand dort auch seine letzte Ruhestätte.

## Ehrungen
- 1933 Chevalier der Ehrenlegion

## Werke (Auswahl)
- Paysage à la barrière et aux corbeaux. 1881
- Vue du vieux Passy. 1894
- Les saisons. 1900.
- Soleil couchant en mer. um 1900.
- Vue de la rive gauche depuis Le Boulevard Delessert à Paris.
- Les cygnes.